# Snostrup Sogn
Snostrup Sogn (tidligere Snodstrup Sogn) er et sogn i Frederikssund Provsti (Helsingør Stift).
I 1800-tallet var Snostrup Sogn i Ølstykke Herred et selvstændigt pastorat. Snostrup dannede senere sognekommune med Oppe Sundby Sogn i Lynge-Frederiksborg Herred. Begge herreder hørte til Frederiksborg Amt. Ved kommunalreformen i 1970 blev Oppe Sundby-Snostrup sognekommune indlemmet i Frederikssund Kommune.
Snostrup Sogn har siden 1981 sammen med Oppe Sundby Sogn udgjort ét pastorat, Oppe Sundby-Snostrup Pastorat.
Pr. 2022 er præsterne Susanne Norsk Østrup Leiding og Mikkel Peter Stub tilknyttet sognet.
I Snostrup Sogn ligger Snostrup Kirke.
I sognet findes følgende autoriserede stednavne:
- Lille Rørbæk (bebyggelse, ejerlav)
- Snostrup (bebyggelse, ejerlav)
- Store Rørbæk (bebyggelse, ejerlav)
- Viermose (bebyggelse)
- Vinge (bebyggelse)